# Germaine Chaumel
Pour les articles homonymes, voir Chaumel.
Germaine Chaumel, née le 22 novembre 1895 à Toulouse et morte le 12 avril 1982 à Blagnac, est une photographe, chanteuse, pianiste, modiste et dessinatrice toulousaine.

## Biographie
Née dans une famille bourgeoise toulousaine, possédant un immeuble dans le quartier Saint-Étienne et une maison de campagne à Blagnac, Germaine Chaumel a reçu une éducation stricte, mais ouverte aux arts.
Elle est adoptée en 1918 par une famille d'artistes, Jean Léon Sevelliac et Marguerite Bent. Son père adoptif était passionné de peinture, sa mère était pianiste et son oncle, Antonin Provost, photographe, elle étudie le chant et le piano au lycée Saint-Sernin. N'osant pas s'opposer à ses parents qui arrangent son mariage, elle se marie par convenance en 1919. Son mari, Pierre Grand, est un médecin militaire, issu lui aussi de la bourgeoisie, avec qui elle a un fils, Bernard, en 1922. Après quatre ans de mariage, elle divorce et se remarie en 1923 avec Charles Chaumel avec qui elle aura en 1925 une fille, Pâquerette surnommée Paqui. Elle a réalisé de nombreux portraits en studio de sa fille, dont elle était très proche.
Elle héberge un temps chez elle une famille juive d'Anvers, les Nahum, qui fuient ensuite vers les zones occupées par Mussolini. Charles Chaumel est fait prisonnier au printemps 1940 : elle part alors avec sa famille dans la ville de Verfeil, par peur des bombardements à Toulouse et Blagnac où l'aéroport et les usines d'aviation sont des cibles pour les Alliés. Elle échange des photographies de portrait pour les agriculteurs, qui en ont besoin pour passer les contrôles de police sous l'Occupation, contre des produits agricoles, puis retourne à Toulouse au retour de son mari, en août 1941.
Avant et pendant la guerre, elle réalise de nombreuses photographies de Toulouse. Elle couvre l'arrivée des réfugiés espagnols en 1938, les débuts de la "drôle de guerre" en 1939, ainsi que les privations et le froid, documentant le quotidien des Toulousains. Le 5 novembre 1940, lorsque le Maréchal Pétain débarque dans Toulouse, elle est la seule autorisée à le suivre de près mais privilégie les photographies de la foule en liesse à celles du Maréchal. Le 11 novembre 1942, elle photographie l'arrivée de l'armée d'Occupation dans la ville devant le Capitole, alors que c'était interdit. Le 19 août 1944, alors que les Allemands savent que la défaite est imminente, elle n'hésite pas à saisir son appareil pour capturer ces instants. À aucun moment, elle ne photographie le sang, la souffrance ou la violence physique. Le regard qu'elle porte sur ses contemporains est toujours empreint d'humanisme. 
Elle cesse définitivement la photographie vers l'âge de 60 ans, et laisse 18 000 clichés entreposés aux archives municipales de Toulouse. Après sa mort, en 1982, sa fille, Monique Chaumel, fait éditer un livre sur Toulouse pendant l'occupation.
Monique Chaumel poursuivra ce travail jusqu'à ce qu'elle soit emportée par la maladie, c'est ensuite sa fille Pilar Martinez Chaumel qui continuera ce travail. Elle décide de rendre hommage aux deux femmes à travers une grande rétrospective consacrée à l’œuvre de Germaine, trente ans après sa disparition,.

## Carrière
En 1925, elle devient artiste lyrique sous le nom de scène d'Anny Morgan, durant laquelle elle est plusieurs fois première chanteuse d'opérette pour le théâtre du Capitole de Toulouse. Elle interprète notamment Manon dans Les Saltimbanques, Marguerite dans Faust, mais aussi dans L'Auberge du Cheval-Blanc, La Fille de madame Angot et Lakmé et passe plusieurs fois à Radio Toulouse. Elle arrête sa carrière lyrique, ainsi que l'équitation, en 1933. Elle est installée par son mari, dirigeant du Comptoir général d'électricité, de s'occuper d'un magasin de disques rue du Rempart-Saint-Étienne.

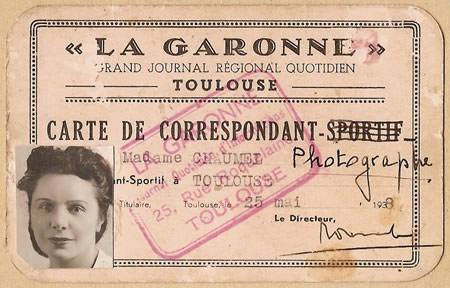
Carte de presse de 1938

En 1930, elle rejoint le Photo-Club toulousain de la rue des Couteliers pour lequel elle expose dans le cadre d'un salon international en 1935, puis fonde en 1936 le Cercle photographique des XII avec Bascou, Laurentie, Saltel, Maurendy et Barrère afin de se démarquer du photo-club toulousain, qu'elle juge trop conservateur. Elle en est la première secrétaire et y fait entrer Jean Dieuzaide, alors jeune photographe qu'elle décide de patronner. Elle gagnera plusieurs récompenses mais n'accédera pas à la célébrité. 
À partir de 1935, elle devient ensuite reporter photographe pour La Dépêche de Toulouse, puis en 1936 pour L'Express du Midi (qui devient en 1938 La Garonne) et le New York Times via l'agence photographique Wide World Photo, pendant la guerre pour l'édition toulousaine de Paris-Soir et peu après la Libération de la France, pour L'Espoir, Liberté et Vaincre. Elle a été aussi correspondante pour l'Agence France-Presse, Keystone, Havas, Paris Soir, L'Indépendant, La Petite Gironde et le Bulletin municipal de la Ville de Toulouse,. Elle couvre le sport (rugby à XV pour Paris-Soir qui vend les photographies de la première mi-temps du match juste après la rencontre, football, escrime et boxe), les faits divers, les grands évènements (fêtes gallo-romaines en mars 1937 dans les arènes de Vic-Fezensac, grèves, exil des républicains espagnols à Luchon en mars 1938, voyages du Maréchal Pétain et du Général de Gaulle), les cérémonies officielles et la vie quotidienne.

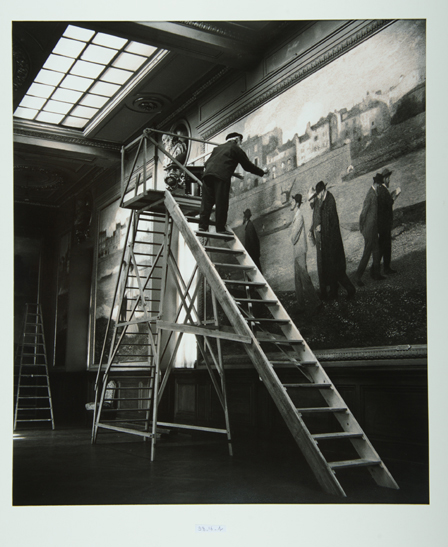
Photographie de Germaine Chaumel montrant Henri Martin restaurant Les Bords de Garonne, 1941.

Vivant au premier étage de l'immeuble du 21 rue Saint-Étienne, elle transforme son appartement en studio photographique : le « Studio Germaine Chaumel », actif dès l'Occupation de la France mais surtout pendant l'après-guerre, accueille à la fois les portraits de la bourgeoisie toulousaine mais aussi des artistes du théâtre du Capitole ainsi que des photographies de mode et de publicité, initiée dans ce domaine par Émile Sougez, photographe à L'Illustration et replié à Toulouse, alors en zone libre.
Elle part s'installer à Paris vers 1950 où elle abandonne la photographie au profit du dessin de mode et la confection de chapeaux.
Elle retourne à Blagnac en 1965 où elle reste jusqu’à sa mort le 12 avril 1982.

## Style photographique

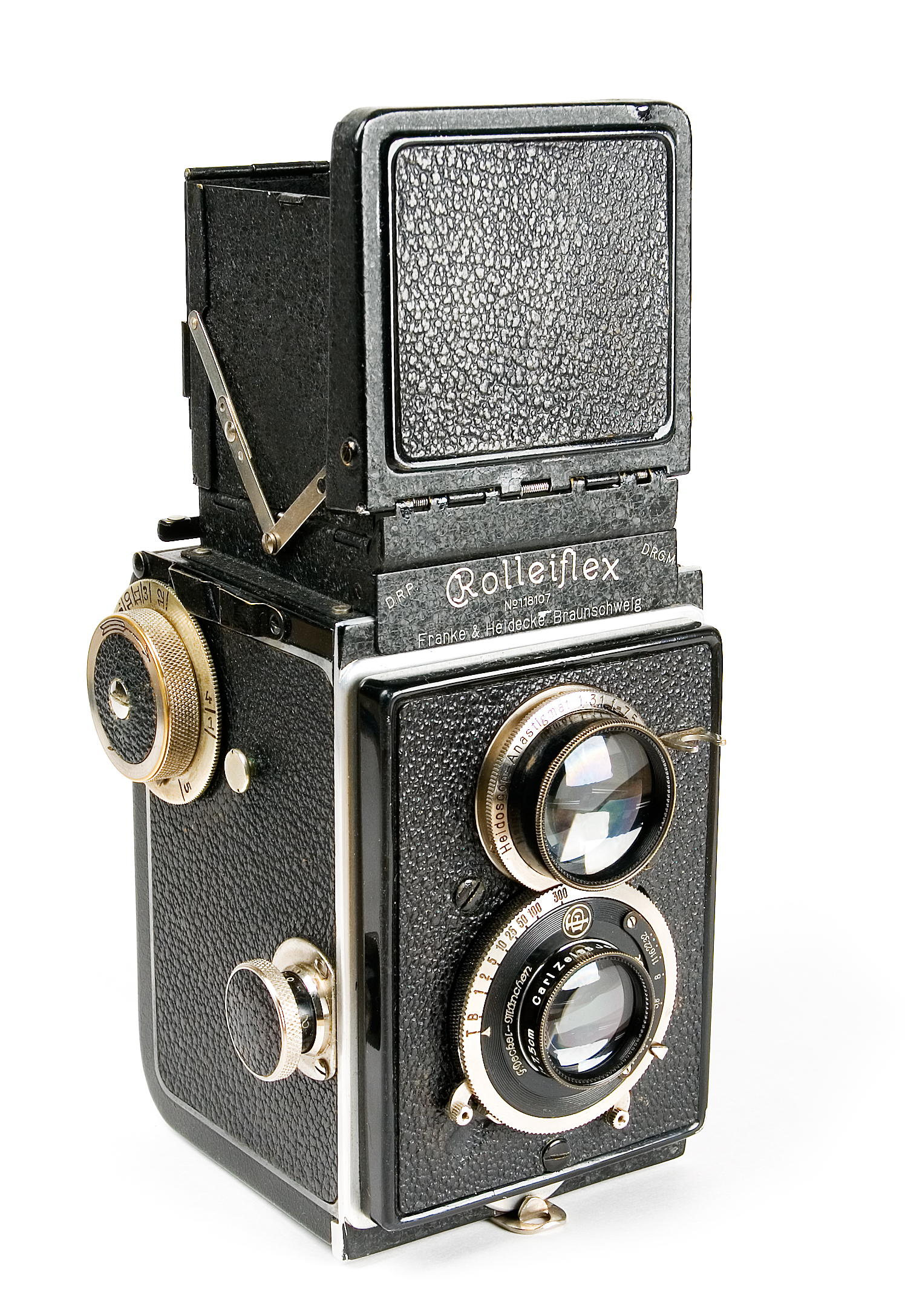
Rolleiflex tel qu'utilisé par Germaine Chaumel.

Autodidacte en photographie, elle se forme grâce aux travaux de Man Ray et Brassaï. 
Elle commence la photographie équipée seulement « de deux projecteurs, d'un appareil photo, d'abord un petit Kodak puis un Gilles Faller, d'un objectif, peut-être deux, d'un châssis de bois et d'une plaque de verre » puis travaille avec un Rolleiflex et s'occupe elle-même du tirage photographique.
Son style photographique est représentatif de son époque et notamment de la nouvelle vision photographique et de la photographie humaniste; la maîtrise de la composition, de la lumière (plus particulièrement des heures dorées) et des contrastes dans son œuvre est un héritage de sa formation en peinture et graphisme.
Elle est parfois comparée à Lee Miller, autre femme photographe ayant couvert la Seconde Guerre mondiale, mais à la bien plus grande notoriété.
Bien que surtout connue par les historiens de la Seconde Guerre mondiale pour son travail pendant l'Occupation et la Libération, son appartenance à la photographie humaniste l'empêche de photographier la souffrance ou la mort. Elle témoigne aussi d'une sensibilité particulière aux artistes (elle rencontre notamment Maurice Chevalier et Joséphine Baker) et aux classes modestes : monde du cirque, forains, bohémiens, grévistes, réfugiés espagnols. 
Le respect dû au sujet, principe de la photographie humaniste, est renforcé par l'usage du Rolleiflex qui oblige à l'usage une position ressemblant à un état de soumission et de disponibilité.

## Récompenses
- Médaille de bronze du 13e concours de la Revue française de photographie et de cinématographie, 1936
- Diplôme d'honneur du concours « la plus jolie photographie de vacances » par le journal L'Auto, 1936
- Diplôme d'honneur pour l'exposition internationale de photos de l'activité intellectuelle de Calais, 1937
- Deuxième prix pour le concours de la Revue française de photographie et de cinématographie, 1938
- Troisième prix au concours de l'Almanach Prisma, 1938
- Troisième prix du Photo Almanach Prisma, 1942-1943

### Livrets d'exposition
- Elérika Leroy, Exposition Germaine Chaumel, Photographe humaniste, Odyssud-Blagnac, novembre 2007
- Exposition Germaine Chaumel : profession photographe.

### Films
- Germaine Chaumel : Photographe d'hier, femme d'aujourd'hui ; réalisation Pierre de Nicola ; image Sébastien Roy ; son et mixage Serge Planchou, Alexandre Lesbats ; montage Jérôme Barrau ; étalonnage et finitions Benjamin Coulon; éditeur : mairie de Toulouse, direction de la communication ; année : 2009.

### Livres
- François Bordes, Germaine Chaumel, femme photographe : [exposition, Toulouse, Espace EDF-Bazacle, 20 novembre 2012-24 février 2013], Toulouse, Éditions Privat, 2012, 183 p. (ISBN 978-2-7089-8157-7)
- Élérika Leroy, Toulouse, mémoire de rues, mairie de Toulouse, 2006
- Louis Destrem et Claude Llabres, Toulouse en noir et blanc : Les années de guerre 1939 / 1944, Éditions Milan, 1994 (ISBN 2-84113-010-X)

## Expositions

### De son vivant
- Salon international d'art photographique de Toulouse, du 24 mars au 7 avril 1935.
- 2e Salon international d'art photographique de Poitiers, du 30 mai au 10 juin 1936.
- Exposition du cercle des XII, Toulouse, novembre 1936.
- Salon international d'art photographique d'Alger, 1936.
- 2e Salon international d'art photographique de Toulouse, du 4 au 25 avril 1937.
- 28e Salon des artistes méridionaux, mai-juin 1937, Toulouse.
- Salon international de 1937 de la fédération des sociétés d'amateurs photographes de Lorraine, du 14 mai au 20 juillet 1937 (Metz, Hayange, Nancy, Bar-le-Duc)
- Exposition internationale de photos de l'activité intellectuelle de Calais, octobre 1937

### Après sa mort
- « 1940-1944, Double vue, Germaine Chaumel / Jean Dieuzaide », 1992, Maison de l'Histoire, Blagnac.
- « Jean Dieuzaide-Germaine Chaumel, regards croisés sur la guerre », janvier 1994, Maison de l'Histoire, Blagnac.
- « Toulouse en noir et blanc », 1994, Fnac de Toulouse.
- « La vie à Toulouse, 1940-1944. Images de Germaine Chaumel », 1994, galerie du Château d'eau.
- « L'Envol », du 8 au 19 mars 2007, association Histoire, autrement dite et conseil régional de Midi-Pyrénées.
- « Germaine Chaumel photographe humaniste », du 22 novembre au 22 décembre 2007, Odyssud-Blagnac et association Histoire, Autrement dite.
- « Germaine Chaumel », 1er au 17 mai 2009, festival MAP et hôtel de ville de Toulouse
- « Germaine Chaumel : profession photographe », 2013, archives de Toulouse et espace EDF-Bazacle.
- « Germaine Chaumel », printemps 2024 au lycée Raymond-Naves de Toulouse[15].
- « Inégalités et influences », hiver-printemps 2025 au lycée Raymond-Naves de Toulouse.